# Livres dans la Boucle
Ne doit pas être confondu avec La Boucle.
Livres dans la Boucle (Les Mots Doubs jusqu'en 2016) est un salon du livre annuel de Besançon, dans le Doubs en Bourgogne-Franche-Comté. Il est organisé depuis 2002 durant trois jours du mois de septembre dans le centre historique (La Boucle) pour marquer la rentrée littéraire, avec plus de 200 invités écrivains pour près de 30 000 visiteurs.

## Historique
En 2002 le salon du livre « Les Mots Doubs » est créé et organisé dans les jardins de la Gare d'eau, par le conseil départemental du Doubs. À la suite du désengagement financier de son organisateur en 2016, il est repris, réorganisé, et rebaptisé en salon « Livres dans la Boucle » sur la Place de la Révolution de Besançon et autres sites annexes des rues et places de Besançon, par Grand Besançon Métropole, avec un succès de plus de 25 000 visiteurs sur trois jours,. Depuis 2024, le chapiteau pour les dédicaces est installé au parc Chamars.

Dernière édition des Mots Doubs en 2015
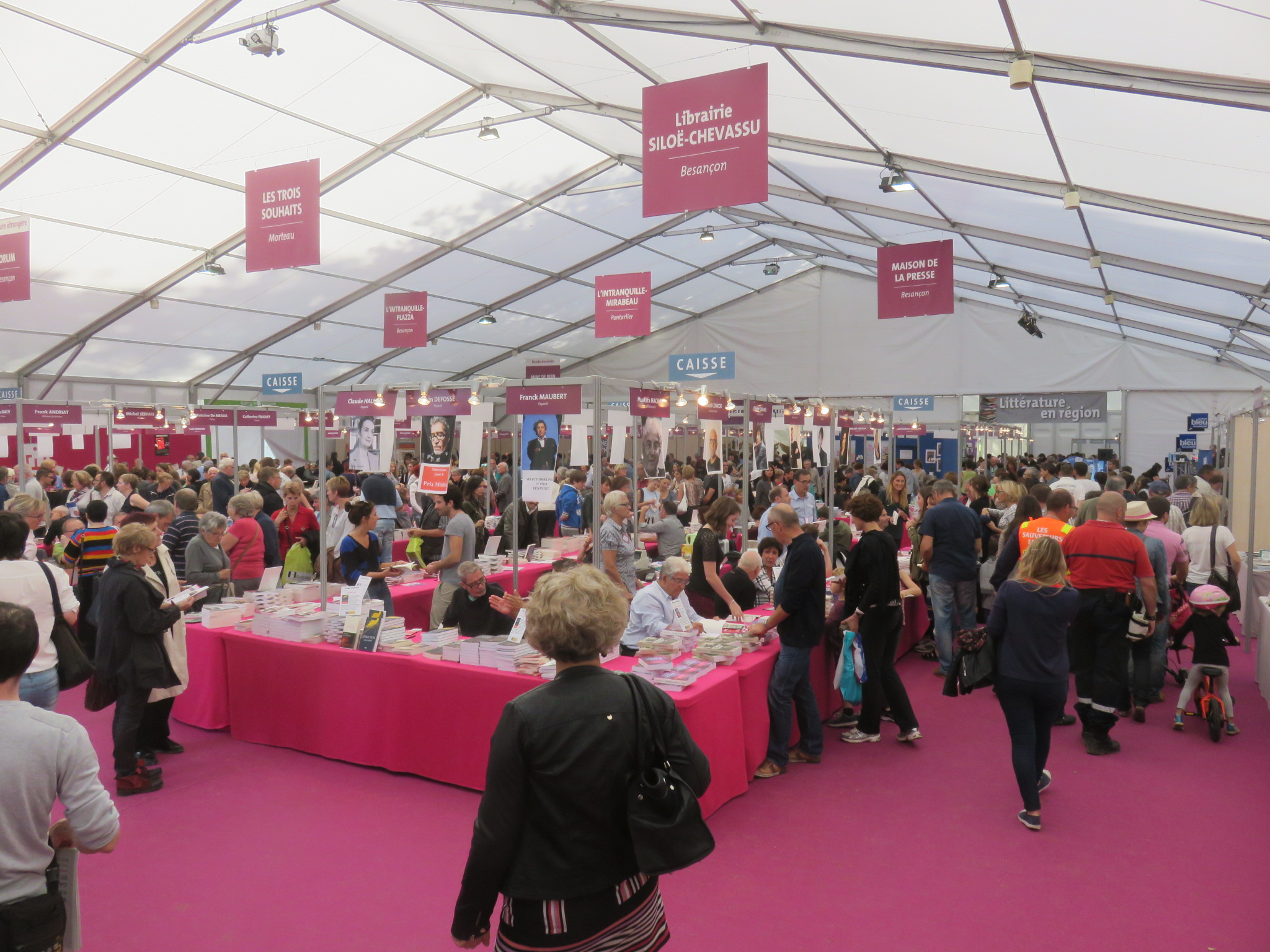

Livres dans la Boucle en 2024
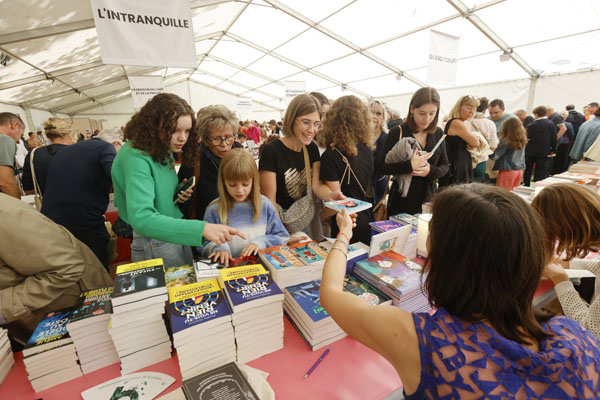
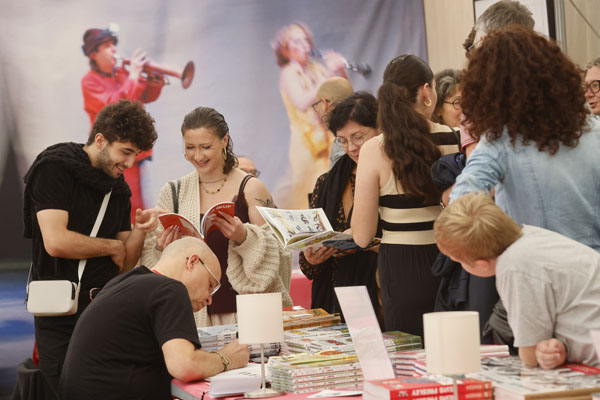
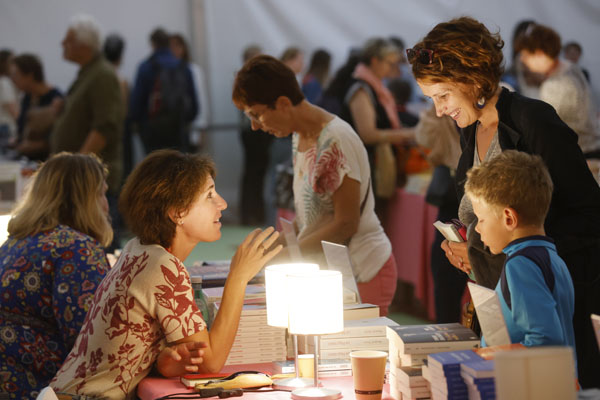
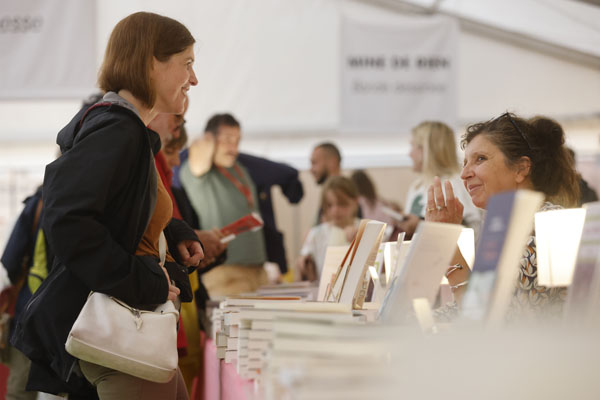

Ce salon organise des plateaux de rencontres, de débats, de conférences, de lectures, des cafés littéraires durant les trois jours... 

## Éditions Les Mots Doubs
|     | Année | Dates              | Parrain               | Président du premier roman | Parrain du prix des collégiens du Doubs |
| --- | ----- | ------------------ | --------------------- | -------------------------- | --------------------------------------- |
| 1re | 2002  | 27 au 29 septembre | Bernard Clavel        |                            |                                         |
| 2e  | 2003  | 26 au 28 septembre | Bernard Clavel        |                            |                                         |
| 3e  | 2004  | 22 au 24 septembre | Yann Queffélec        |                            |                                         |
| 4e  | 2005  | 23 au 25 septembre | Jean-Christophe Rufin | Geneviève Moll             |                                         |
| 5e  | 2006  | 22 au 24 septembre | Patrick Rambaud       | Daniel Picouly             | Pierre Bottero                          |
| 6e  | 2007  | 14 au 16 septembre | Dominique Fernandez   | André Besson               | Florence Langlois                       |
| 7e  | 2008  | 12 au 14 septembre | Gilles Leroy          | David Foenkinos            | Marcus Malte                            |
| 8e  | 2009  | 11 au 13 septembre | Didier van Cauwelaert | Michel Quint               | Yves Grevet                             |
| 9e  | 2010  | 24 au 26 septembre | Daniel Picouly        | Valentine Goby             | Michel Honaker                          |
| 10e | 2011  | 23 au 25 septembre | Paule Constant        | Dominique Dyens            | Maryvonne Rippert                       |
| 11e | 2012  | 21 au 23 septembre | David Foenkinos       |                            |                                         |
| 12e | 2013  | 20 au 22 septembre | Jean Rouaud           |                            | Alexandre Moix                          |
| 13e | 2014  | 19 au 21 septembre | Laurent Gaudé         |                            |                                         |
| 14e | 2015  | 18 au 20 septembre | Sorj Chalandon        |                            |                                         |

## Éditions Livres dans la Boucle

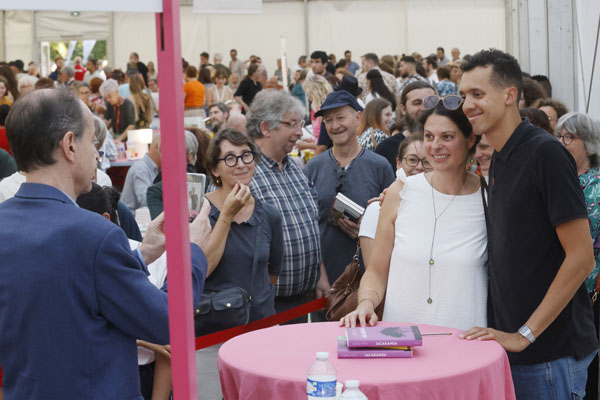
Gaël Faye en dédicaces lors de l'édition 2024

|     | Année | Dates                                                | Président(e)      |
| --- | ----- | ---------------------------------------------------- | ----------------- |
| 1re | 2016  | 16 au 18 septembre                                   |                   |
| 2e  | 2017  | 15 au 17 septembre                                   | David Vann        |
| 3e  | 2018  | 14 au 16 septembre                                   | Philippe Claudel  |
| 4e  | 2019  | 20 au 22 septembre                                   | Atiq Rahimi       |
| 5e  | 2020  | 19 au 20 septembre 26 au 27 septembre 3 au 4 octobre | Alice Zeniter     |
| 6e  | 2021  | 17 au 19 septembre                                   | Cécile Coulon     |
| 7e  | 2022  | 16 au 18 septembre                                   | Tatiana de Rosnay |
| 8e  | 2023  | 15 au 17 septembre                                   | Dany Laferrière   |
| 9e  | 2024  | 20 au 22 septembre                                   | Bernard Minier    |
| 10e | 2025  | 19 au 21 septembre                                   |                   |

## Prix littéraires

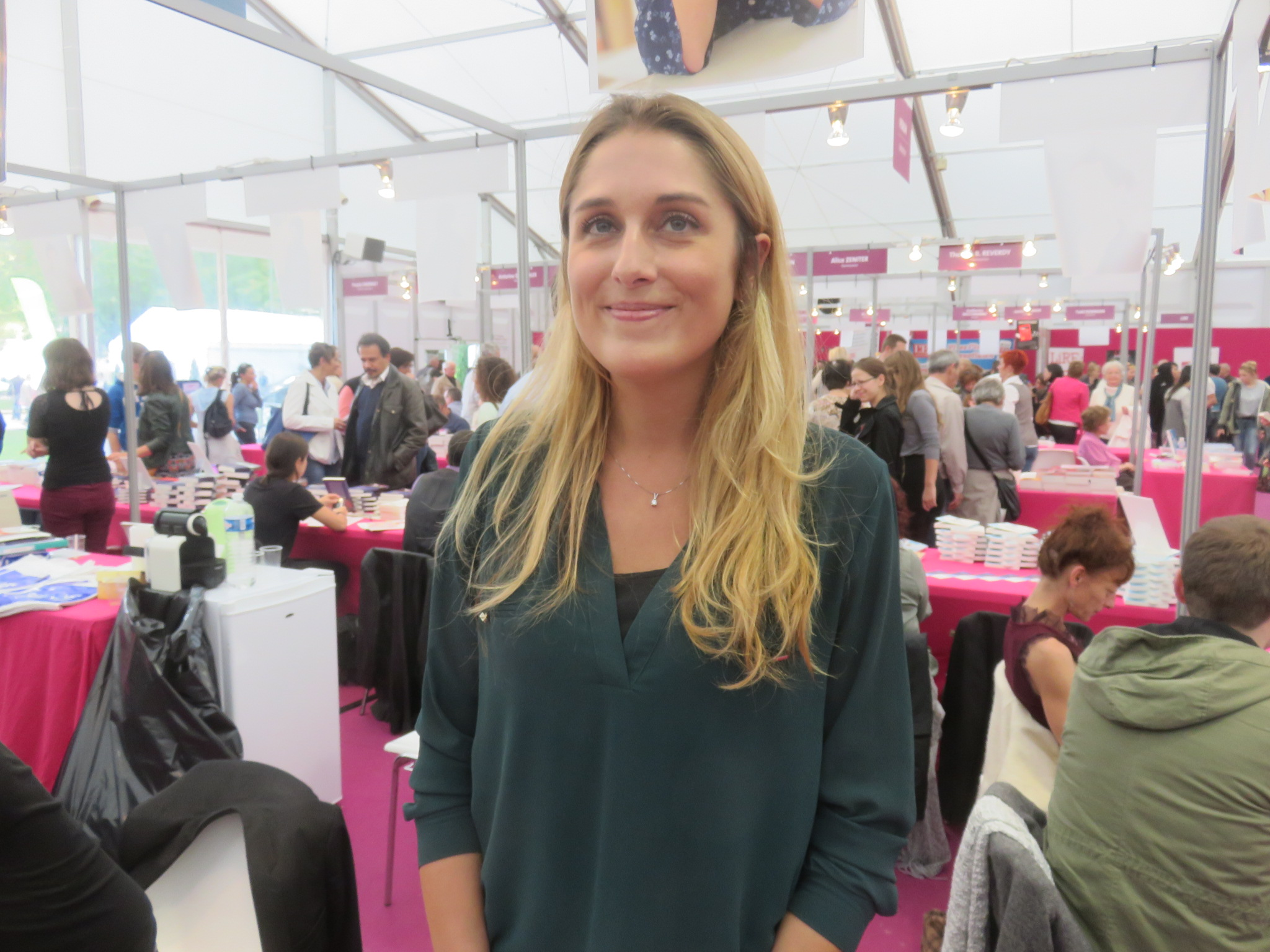
Jessica Nelson, lauréate du Prix du Premier roman du Doubs 2005 pour Mesdames, souriez, édition Fayard

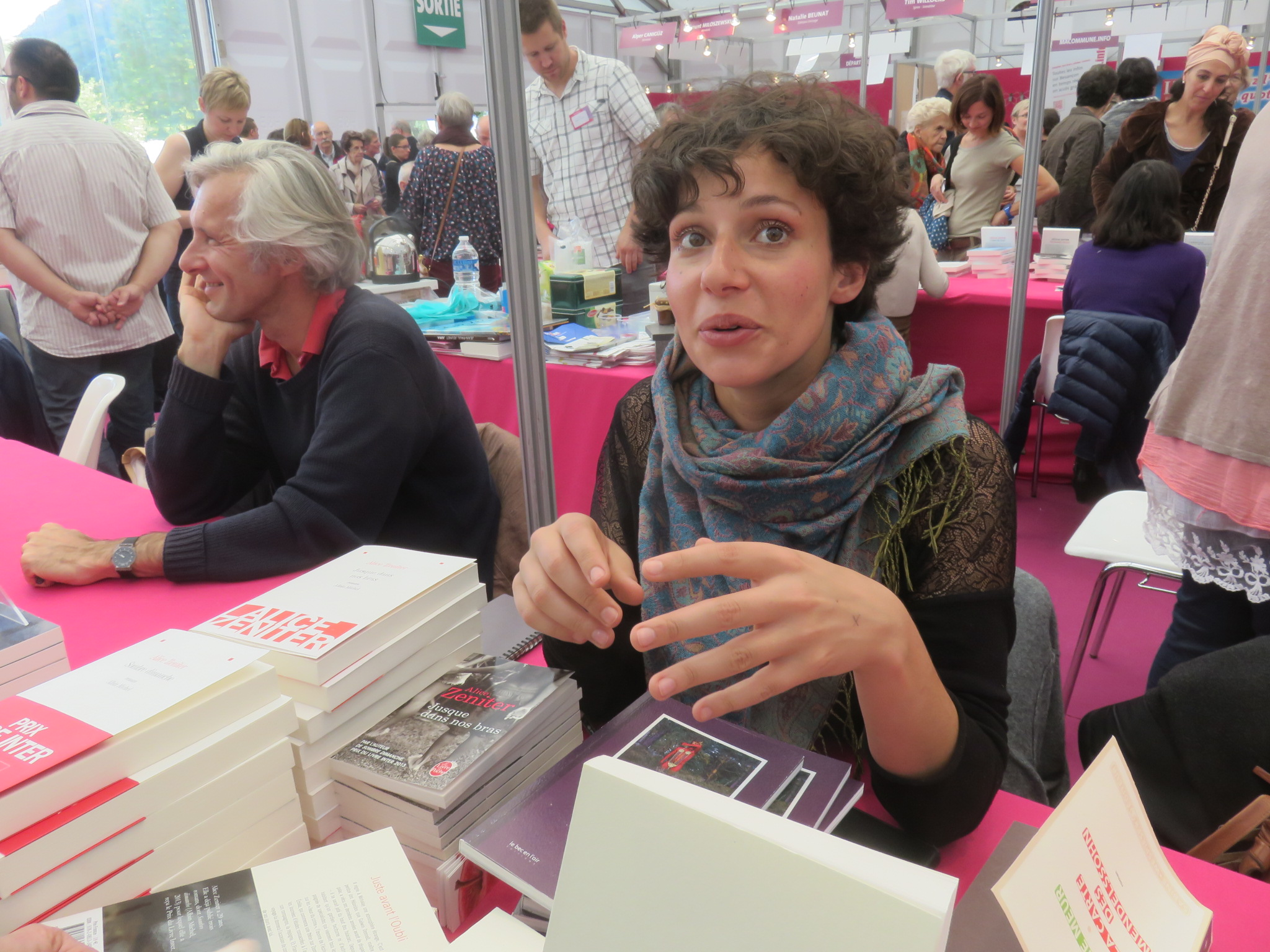
Alice Zeniter, lauréate du prix Goncourt des lycéens 2017

Deux prix étaient remis lors du salon des Mots Doubs :
- Prix du Premier roman du Doubs
  - 2002 : Denis Labayle pour Cruelles retrouvailles (Juillard)
  - 2003 : (??) pour
  - 2004 : Delphine Coulin pour Les traces (Grasset)
  - 2005 : Jessica Nelson pour Mesdames, souriez (Fayard)
  - 2006 : Laurent Quintreau pour Marge Brute (Denoël)
  - 2007 : Virginie Ollagnier pour Toutes ces vies qu'on abandonne (Liana Levi)
  - 2008 : Aude Walker pour Saloon (Denoël)
  - 2009 : Béatrice Fontanel pour L’homme barbelé (Grasset)
  - 2010 : Arthur Dreyfus pour La synthèse du Camphre (Gallimard)
  - 2011 : Titiou Lecoq pour Les Morues (Au Diable Vauvert)[10]
  - 2012 : Yannick Grannec pour La déesse des petites victoires (Éditions Anne Carrière)[11].

- Prix des collégiens du Doubs
  - 2004 : Christine Féret-Fleury pour Châan, la caverne des 3 soleils (Flammarion)
  - 2005 : Pierre Bottero pour Les Mondes d'Ewilan : L'œil d'Otolep (Rageot)
  - 2006 : Jean-Luc Luciani pour Le jeu : Game Over (Rageot)
  - 2007 : Marcus Malte pour De poussière et de sang : Que renaissent les légendes (Pocket)
  - 2008 : Yves Grevet pour Méto, Tome 1 : La maison (Syros)
  - 2009 : Michel Honaker pour Terre Noire (Flammarion)
  - 2010 : Maryvonne Rippert pour Métal mélodie (éditions Milan-Macadam)

Livres dans la Boucle décerne un prix littéraire : le Prix Jeunesse

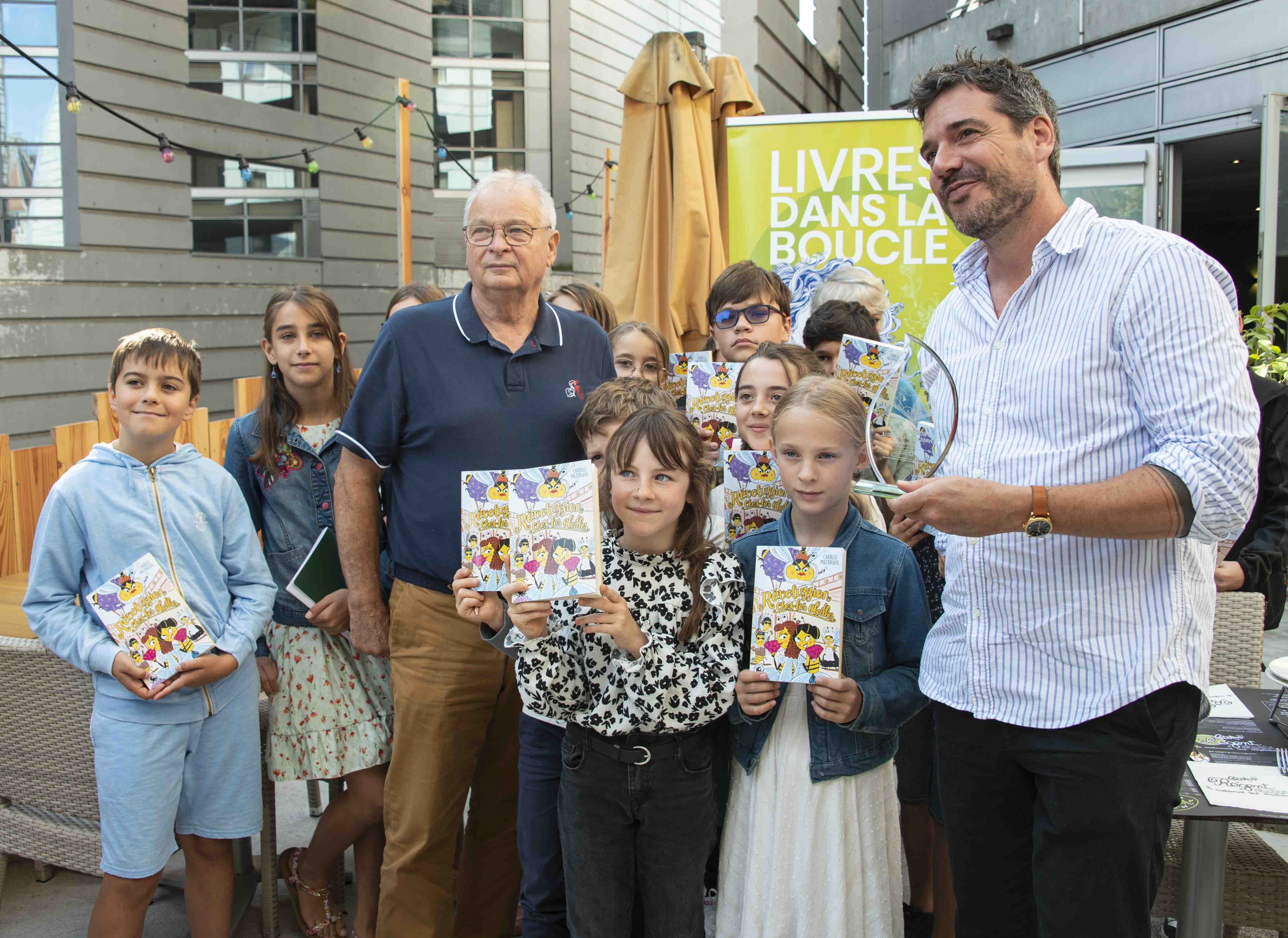
Charles Mazarguil, lauréat du prix Jeunesse 2024 et le jury

- 2017 : Rolland Auda, Lola et la machine à laver le temps (Sarbacane)[12]
- 2018 : Paul Ivoire pour Poules Renards Vipères (Poulpe Fictions)[13]
- 2019 : Cécile Alix pour Goliath, Chat Pirate (Poulpe Fictions) et Sophie Rigale-Goulard pour 15 jours sans réseau (Rageot)[14]
- 2020 : Xavier-Laurent Petit pour Un temps de chien (l'École des loisirs)[15]
- 2021 : Anne-Gaëlle Balpe pour L'épouvantable bibliothécaire (Sarbacane)[16]
- 2022 : Sophie Rigal-Goulard pour Colombe à l'hôtel du Lac (Rageot)[17]
- 2023 : Éric Antoine et Bertrand Puard pour Abracadabra, la baguette volée (Dragon d'Or)[18]
- 2024 : Charles Mazarguil pour Révoluzzion chez les abeilles (Poulpe Fictions)[19]